# 灵井镇
灵井镇，是中华人民共和国河南省许昌市建安区下辖的一个乡镇级行政单位。
灵井许昌人遗址为第七批全国重点文物保护单位。

## 行政区划
灵井镇下辖以下地区：
灵北村、灵南村、湾鲁村、李井村、史堂村、小庄杨村、岗王村、陈庄村、郭店村、寨杨村、霍庄村、小宫村、泉店村、大墙王村、纸张村、韦庄村、郝庄村、易刘村、兴元铺村、杨堂村、曹王村、贠庄村、大郑村、李庄村、刘庄村、大慕庄村、小慕庄村、老关赵村和韩庄村。